# Ceinos de Campos
Ceinos de Campos (appelé Ceinos jusqu'en 1991) est une commune de la province de Valladolid dans la communauté autonome de Castille-et-León en Espagne.

## Sites et patrimoine
- Église paroissiale Santiago Apóstol
- Église Santa María del Temple
- Plaza de los descubridores

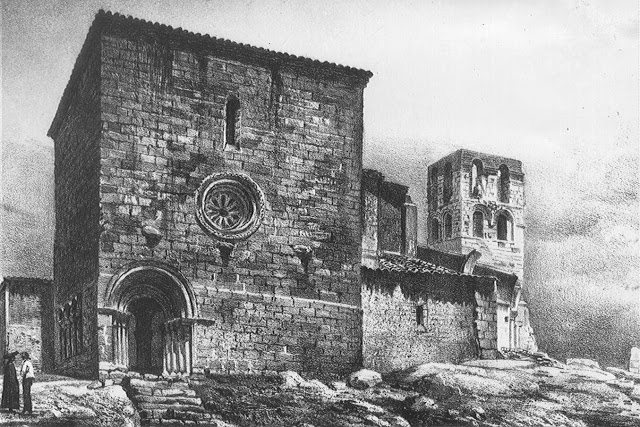
Église Santa María del Temple, dessin de Francisco Javier Parcerisa (1860).
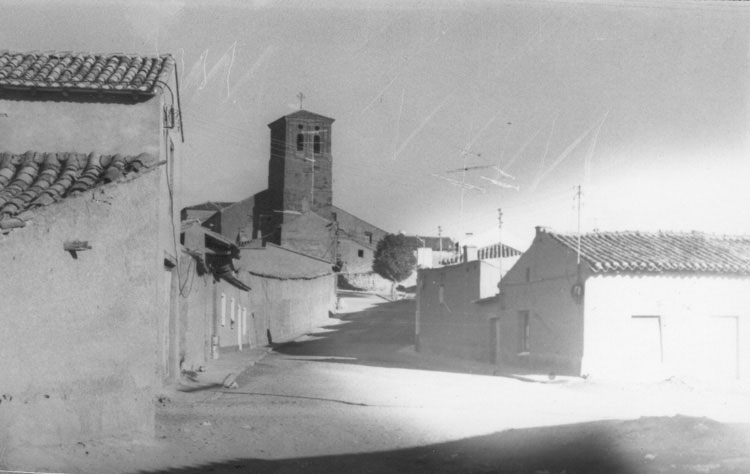
Église Santiago Apóstol. Fondation Joaquín Díaz.
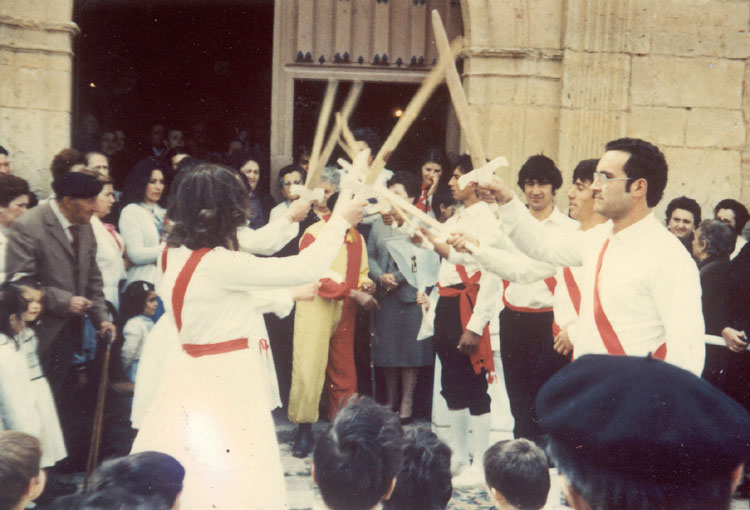
Danse. Fondation Joaquín Díaz.